# 1812 у літературі

## Події
- заснування професійного театру в Харкові.

## Твори
- 1 грудня — П. П. Гулак-Артемовський написав чотирирядкові байки-приказки «Дурень і Розумний», «Лікар і Здоров'я», «Цікавий і Мовчун», що стали першими байками в українській літературі.
- текст національного гімну Сполучених Штатів Америки
- «Військова пісня, написана під час наближення ворога до Смоленської губернії» С. Ф. Глінки — вірш на честь Наполенівської війни в Росії.

## Видання
- вийшли дві перші пісні написаної на Сході поеми «Паломництво Чайльд Гарольда»

## Народилися
- 2 лютого — Євген Гребінка — український поет, прозаїк, видавець.
- 7 лютого — Чарлз Діккенс — англійський письменник.
- 19 лютого — Зигмунт Красінський — польський поет і драматург.
- 28 лютого — Бертольд Ауербах — німецький письменник єврейського походження.
- 6 квітня — Герцен Олександр Іванович — російський письменник, публіцист, літературний критик, філософ.
- 7 травня — Роберт Браунінг — англійський поет і драматург.
- 13 червня — Срезневський Ізмаїл Іванович — філолог, славіст, історик, палеограф, український письменник.
- 18 червня — Гончаров Іван Олександрович —  російський письменник, член-кореспондент Імператорської Академії наук по Розряду Російської мови і словесності (1860).
- 12 липня — Ахундов Мірза Фаталі — азербайджанський письменник, громадський діяч, основоположник азербайджанської драматургії і прози, літературної критики, реформатор арабського алфавіту.
- 28 липня — Юзеф Ігнацій Крашевський — польський письменник, публіцист, видавець, історик, філософ.

## Померли
- Щуровський Тимофій — український католицький священик, автор духовних віршів і наукових творів: «Hasla zbawienia nauki apostolskiej», «Misja Bialska».